# Rogulje (żupania pożedzko-slawońska)
Rogulje – wieś w Chorwacji, w żupanii pożedzko-slawońskiej, w mieście Pakrac. W 2011 roku liczyła 3 mieszkańców.